# Rugby à XV en Estonie
Cet article traite du rugby à XV en Estonie.
Le rugby à XV est encore un sport confidentiel en Estonie.

## Histoire
Le rugby est introduit en Estonie à l'entre deux guerres.

### Post indépendance
En raison du climat les matchs se jouent d'avril à octobre.

## Organisation
La Fédération estonienne de rugby à XV, fondée en 2007 organise le rugby en Estonie.

## Équipe nationale
L'équipe d'Estonie de rugby à XV rassemble les meilleurs joueurs de rugby à XV d'Estonie et représente le pays lors des rencontres internationales.

## Compétitions nationales
Le championnat d'Estonie de rugby à XV est la principale compétition.